# Messarm

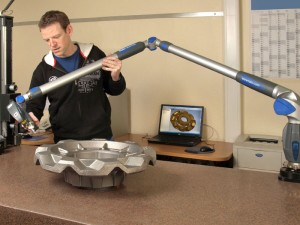
Messung eines Gussteils mit einem Messarm

Ein Messarm ist ein portables, manuell bedientes Messgerät, mit dem die Geometrie eines Bauteils gemessen werden kann. Anders als ein Koordinatenmessgerät hat ein Messarm keine linearen Maßverkörperungen, sondern die Position des Tasters am Kopf des Messarms wird mit inkrementalen Messsystemen in seinen Gelenken aufgenommen. Messarme können direkt im Produktionsbereich eingesetzt werden und brauchen keinen klimatisierten Messraum. Gegenüber Koordinatenmessgeräten ist die erreichbare Genauigkeit allerdings in etwa um eine Größenordnung geringer.

## Geschichte
Messarme wurden Ende der 1970er Jahre entwickelt. Man suchte nach einem Messgerät, mit dem die Geometrie von großen Werkstücken gemessen werden konnte, ohne dabei das Werkstück zum Messgerät bringen zu müssen. Das Verfahren wurde vom Erfinder Homer Eaton 1974 patentiert, das ursprüngliche Design ist im Patent beschrieben. Zum Zeitpunkt der Erfindung war Eatons Messarm ausschließlich für das Messen von Winkeln an gekrümmten Rohrleitungen gedacht. In den 1980er Jahren schloss sich Eaton mit Romain Graiger zusammen, gründete die Firma Romer und entwickelte Messarme für allgemeine industrielle Anwendungen der Fertigungsmesstechnik.

## Aufbau und Funktion
Ein Messarm besteht ähnlich wie ein menschlicher Arm (mit Ober-, Unterarm und Hand) aus zwei längeren Armteilen und dem Sensorkopf. Jedes Armteil und der Sensorkopf sind jeweils über zwei Gelenke miteinander verbunden. Damit die Arme sich nicht verbiegen, was eine vergrößerte Messunsicherheit nach sich zöge, sind die Arme auf hohe Steifigkeit ausgelegt. In der Regel bestehen sie aus einem Rohr aus Faserverbundkunststoff. Durch die sechs Gelenke kann der Sensorkopf zu jedem beliebigen Punkte im dreidimensionalen Raum und der Sensor in drei Raumwinkeln gedreht werden (insgesamt also sechs Freiheitsgrade).
Als Sensorkopf wird entweder ein taktiler Taster oder ein optischer Sensor wie ein Laserlichtschnittsensor verwendet.
Mit einem Messarm werden viele Einzelpunkte (bei Verwendung eines taktilen Tasters) oder große Punktewolken aufgenommen (bei Verwendung eines Lichtschnittsensors). Daraus werden zunächst geometrische Elemente berechnet (z. B. Kreis, Ebene, Zylinder) aus denen wiederum die zu messenden Merkmale (Maßtoleranzen wie z. B. der Durchmesser oder Form- und Lagetoleranzen wie z. B. Ebenheit oder Zylindrizität) abgeleitet und auf Einhaltung der Toleranz geprüft werden. Für diese Verarbeitung der Messpunkte wird in der Regel die gleiche Software verwendet, die auch für Koordinatenmessgeräte eingesetzt wird.

## Genauigkeit
Durch die sechs hintereinandergeschalteten Gelenke pflanzen sich die Unsicherheiten in der Drehwinkelmessung jedes Drehgebers zu seinem nächsten Nachbarn fort. Anders ist das bei klassischen Koordinatenmessgeräten, da bei diesen die linearen Inkrementalgeber in drei orthogonal zueinander liegenden Raumrichtungen ausgerichtet sind und sich Fehler in jedem linearen Wegmesssystem nicht auf die anderen Achsen übertragen. Aus diesem Grund sind Messarme weniger genau als Koordinatenmessgeräte mit einem ähnlich großen Messvolumen. Die Unsicherheit in der Antastung eines Punktes liegt bei Messarmen in der Regel bei mehreren zehn Mikrometer, wohingegen Koordinatenmessgeräte eine Unsicherheit von wenigen Mikrometern realisieren können.

## Einsatzgebiet
Messarme sind "über vielfältige Brachen verteilt". Die Automobilindustrie "stellt mit ihren hohen Qualitätsanforderungen den größten Kundenkreis dar". Gemäß der "goldenen Regel der Feinmesstechnik" soll die Messunsicherheit nur ein Zehntel bis ein Fünftel der Toleranz betragen. Daher sind Messarme nur für die Messung von Merkmalen geeignet, deren Toleranzen im Bereich von einigen Zehntel bis zu mehreren Millimetern liegen. Beispiele für den Einsatz von Messarmen finden sich bei "Messungen im Fahrzeuginnenraum", die "mit einem stationären Messsystem nur sehr eingeschränkt möglich sind". "So können zum Beispiel die komplette Schalttafel, die Pedalerie oder auch fahrzeugmittig sowie rückwärtig im Fahrzeug gelegene Befestigungskonsolen vermessen werden." Weitere Beispiele sind
- die Messung von Gussteilen, groben Passungen und Spaltmaßen
- das Reverse Engineering